# RedMon
RedMon, Redirection Port Monitor, è un software libero per piattaforma Windows che consente di generare file in formato PDF o PostScript da qualsiasi documento, reindirizzando una porta speciale in Windows.
Una volta installato, permette di selezionare per la stampa una stampante virtuale chiamata "Redirected Port", e quindi permette di poter generare documenti PDF o PS da quasi ogni applicazione.
La versione 1.79 del 2012 supporta le seguenti versioni di Windows: 7 (seven), Vista, XP SP3, anche a 64 bit, come da note di release. Per le versioni precedenti di Windows occorre usare la versione 1.7.
La generazione vera e propria del file PDF/PS è gestita da GhostScript. Richiede l'installazione dei driver per Windows delle stampanti Apple Color LaserWrite 12/600 oppure Apple LaserWriter. Altre procedure di installazione richiedono il driver HP Color Laserjet 4550 PS oppure HP C LaserJet 4500-PS.
Le lingue selezionabili in fase di installazione sono inglese, francese, tedesco, svedese.
Quando il programma viene installato nel computer compare assumendo l'icona di una stampante, sia tra le stampanti installate, sia nel menu di stampa documenti.
Selezionandolo in fase di stampa non si ottiene fisicamente una stampa ma un file in formato PDF/PS che può essere salvato come un qualsiasi altro file nella cartella che si sceglie. Il file è di qualità migliore rispetto a quello ottenibile ad es. con PDFCreator.